# الدوري الإسباني الدرجة الثانية 1933–34
دوري الدرجة الثانية الإسباني 1933–34 (بالإسبانية: Segunda División de España 1933-34)‏ هو موسم من دوري الدرجة الثانية الإسباني. فاز فيه نادي إشبيلية.